# Эргашев, Жавлонбек Хасанович
Жавлонбек Хасанович Эргашев (узб. Javlonbek Hasanovich Ergashev; род. 21 марта 1989 года, Избасканский район, Андижанская область, УзССР) — узбекский инженер-механик, депутат Законодательная палата Олий Мажлиса Республики Узбекистан. Член Либерально-демократической партии Узбекистана.

## Биография
Родился 21 марта 1989 года в Избасканском районе Андижанской области Республики Узбекистан. Получил высшее образование, в 2011 году окончил Андижанский сельскохозяйственный институт.
Трудовую деятельность начал в 2010 году рабочим фермерского хозяйства «Мойгир юлдуз» Избосканского района, в 2010—2012 гг. — консультант отдела по работе с первичными партийными организациями, исполняющий обязанности первого заместителя председателя Кенгаша УзЛиДеП Избосканского района — руководитель аппарата, в 2012—2014 годах — старший андеррайтер Андижанского регионального отделения Национальной экспортно-импортной страховой компании «Узбекинвест», в 2014—2015 г. — управляющий менеджер Избосканского районного филиала акционерного общества «Узагросугурта».
С 2016 года является директором Андижанского регионального отделения Национальной экспортно-импортной страховой компании «Узбекинвест»
В 2020 году избран депутатом Законодательной палаты Олий Мажилиса IV созыва от Пахтаабадского избирательного округа № 16 Андижанской области. Член Комитета по бюджету и экономическим реформам Законодательной палаты.